# Transgression (1931)
Transgression ist ein US-amerikanischer Spielfilm aus dem Jahr 1931 mit Kay Francis in der Hauptrolle.

## Handlung
Die junge Elisie Maury ist mit dem wesentlich älteren Robert verheiratet, der sie während eines längeren Aufenthalts in Indien in der Obhut seiner tyrannischen Schwester in England zurücklässt. Elsie wird von ihrer Schwägerin unterdrückt und führt das Leben einer Sklavin. Eines Tages nimmt die schüchterne junge Frau all ihren Mut zusammen und flieht nach Paris. Innerhalb kürzester Zeit entwickelt sich die unattraktive Elise zu einem Vamp, der reihenweise die Männer verführt und mit ihren Liebhabern nach Belieben spielt. Eines Tages verfällt Elise dem spanischen Adligen Don Arturo, der sie während eines leidenschaftlichen Tangos in seinen Bann zieht. Beide gehen nach Spanien und Don Arturo schwört Elsie ewige Liebe. Im Überschwang der Gefühle schreibt die junge Frau an ihren Ehemann und erklärt, sie werde niemals zurückkehren. Sie gesteht Arturo, wie glücklich sie sei, als in dem Moment der Vater eines jungen Mädchens aus dem Dorf, das Arturo geschwängert hat, erscheint und Arturo erschießt. Die tief erschütterte Elsie kehrt heim nach England und wird bald darauf wegen des Briefes, den sie noch in Spanien schrieb, erpresst. Viele Komplikationen folgen, ehe Elsie und ihr Mann das wahre Glück finden.

## Hintergrund
Kay Francis war innerhalb weniger Monate zu einer beliebten Darstellerin melodramatischer Frauenschicksale aufgestiegen, wenn auch ihr Heimatstudio Paramount nicht so recht wusste, wie es die Schauspielerin einsetzen sollte. Nach einigen Erfolgen an der Seite von William Powell war Francis vor allem unter den weiblichen Zuschauern populär für ihre Fähigkeit, extravagante Garderoben auf der Leinwand mit größter Selbstverständlichkeit zu tragen. Ihre Filme zeigten Francis oft als Frau, die unendliche Schicksalsschläge zu ertragen hat auf der Suche nach dem wahren Glück. Das neu gegründete Studio RKO lieh die Schauspielerin für das Remake von Transgression, einem Stoff, der bereits 1924 ebenfalls mit Ricardo Cortez in der Hauptrolle. Die Darstellung von außerehelichem Sex und weiblicher Selbstbestimmung war für die damalige Zeit recht gewagt, doch keine Ungeheuerlichkeit, da der Production Code noch nicht in Kraft war und die aktuellen Zensurvorschriften eher lax gehandhabt wurden.
Der Film ist von Herbert Brenon, der während der Stummfilmzeit einige Erfolge wie Sorrell and Son mit Nils Asther oder Beau Geste mit Ronald Colman und Alice Joyce inszenierte, ohne sonderliche Inspiration in Szene gesetzt. Mit wenigen Ausnahmen ist der Dialog banal und die Charaktere haben kaum Tiefe. Francis drehte später noch dreimal mit Cortez, der in jedem dieser Streifen einen gewaltsamen Tod fand. Der Erfolg von Transgression war jedoch nur kurzfristig, da Paramount immer noch nicht wusste, was mit Francis anzufangen sei. Kurze Zeit später wechselte sie mit Ruth Chatterton und William Powell Anfang 1932 zu Warner Brothers, die ihr bessere Bezahlung und größere Rollen versprachen.

## Kritiken
Der Film wurde von den Kritikern als altmodisch abgetan.
In der New York Times stand nicht unbedingt positives zu lesen:

„[Der Film] ist nicht sonderlich subtil. […] Kay Francis gibt eine saubere Darstellung.“

Ähnlich kritisch beurteilte der Los Angeles Evening Herald das Treiben auf der Leinwand:

„Transgression hat viel von der atemlosen Qualität, die in den alten Stummfilmen populär war.“

## Kinoauswertung
Der Film kostete 279.000 US-Dollar in der Herstellung und erwies sich als Flop an der Kinokasse. In den USA lagen die Einnahmen bei lediglich 269.000 US-Dollar, zu denen sehr bescheidene 41.000 US-Dollar von den Auslandsmärkten kamen. Bei Gesamteinnahmen von nur 310.000 US-Dollar konnte das Studio am Ende froh sein, nur einen Verlust von 85.000 US-Dollar verbuchen zu müssen.

## Quelle
- Scott O’Brien – Kay Francis – I Can’t Wait to be Forgotten – Her Life von Film and Stage; ISBN 1-59393-036-4